# هر چیز پنهانی (فیلم)
هر چیز پنهانی (به انگلیسی: Every Secret Thing) یک فیلم جنایی آمریکایی در سال ۲۰۱۴ به کارگردانی ایمی جی. برگ و نویسندگی نیکول هولوفسنر استو بر اساس رمانی ۲۰۰۴ با همین نام توسط لورا لیپمن ساخته شده‌است.
دایان لین، الیزابت بنکس، داکوتا فانینگ، دانیل مکدونالد و نیت پارکر در این فیلم ایفای نقش می‌کنند و بازیگر برنده جایزه اسکار ، فرانسیس مک دورمند به عنوان تهیه‌کننده در آن فعالیت می‌کند.
این فیلم به‌طور تئاتر در ۱۵ مه ۲۰۱۵ و در فیلم خانگی در ۴ اوت ۲۰۱۵ اکران شد.

## بازیگران
- داین لین به عنوان هلن منینگ
- الیزابت بنکس به عنوان کارآگاه نانسی پورتر
- داکوتا فانینگ به عنوان رانی فولر
  - ایوا گریس کلنر به عنوان رانی فولر جوان
- دانیل مک دونالد به عنوان آلیس منینگ
  - برین نورکویست به عنوان آلیس منینگ جوان
- نیت پارکر به عنوان کوین جونز
- کامن به عنوان دلوین هچ
- کالین دونل به عنوان پاول پورتر
- بیل سیج به عنوان داو فولر
- تونیه پاتانو به عنوان کلاریس
- جولیتو مک کالوم به عنوان رودریگو
- کلر فولی به عنوان میاری پیج
- لیلی پیلبلاد به عنوان جین
- رنی الیس گولدزبری به عنوان سینتیا
- سارا ساکولوویک به عنوان میوین
- جک گور به عنوان تامی

## تولید
در تاریخ ۱۰ اوت ۲۰۱۰، ددلاین هالیوود گزارش داد که بازیگر نقش اول زن فرانسیس مک دورمند، حق رمان جنایی لورا لیپمن خریداری کرده و فیلم را با یک شریک تجاری ، آنتونی برگنمن تهیه کرده‌است.
در ۳۱ ژوئیه ۲۰۱۲، ورایتی خبر کارگردانی نیکول هولوفسنر برای فیلم را منتشر کرد.

### فیلمبرداری
فیلم برداری اصلی از مارس ۲۰۱۳ در شهر نیویورک آغاز شد.